# Aquaspirillum
Aquaspirillum es un género de bacterias aeróbicas helicoidales de la familia Neisseriaceae que vive en agua dulce.

## Taxonomía
En 1832, se creó el género Spirillum y abarcó una variedad de bacterias helicoidales. En 1957, el gran género fue revisado y reducido para incluir 19 especies según la morfología y algunas otras características fisiológicas. El género Aquaspirillum no se creó hasta 1973, cuando otra revisión de Spirillum condujo a la división del género en Aquaspirillum, Oceanospirillum y Spirillum.

### Especies
El nuevo género comprendía las siguientes 13 especies cuando se creó:
- Aquaspirillum anulus
- Aquaspirillum aquaticum
- Aquaspirillum arcticum
- Aquaspirillum delicatum
- Aquaspirillum dispar
- Aquaspirillum giesbergeri
- Aquaspirillum gracile
- Aquaspirillum itersonii
- Aquaspirillum metamorphum
- Aquaspirillum polymorphum
- Aquaspirillum putridiconchylium
- Aquaspirillum serpens (especie tipo)[1]
- Aquaspirillum sinuosum'

Las siguientes cinco especies se agregaron a Aquaspirillum en los años posteriores a su creación:
- Aquaspirillum autotrophicum
- Aquaspirillum bengal
- Aquaspirillum fasciculus
- Aquaspirillum magnetotacticum
- Aquaspirillum psychrophilum

### Análisis filogenético
Un análisis filogenético del género mostró datos que sugerían que todas las especies de Aquaspirillum, excepto tres, deberían trasladarse a sus propios géneros respectivos, ya que Aquaspirillum es filogenéticamente heterogéneo. Sin embargo, no se han propuesto nuevos géneros para las especies mal clasificadas, por lo que técnicamente permanecen en Aquaspirillum.

## Descripción
Todas las especies de Aquaspirillum son células helicoidales rígidas con la excepción de Aquaspirillum delicatum y Aquaspirillum fasciculus. Las células miden de 0,2 a 1,5 mm de diámetro. Todos ellos tienen una membrana polar debajo de su membrana citoplasmática, y generalmente tienen dos mechones de flagelos, en cada polo. Sin embargo, en cambio, pueden tener un solo flagelo en cada polo en lugar de cualquiera de estos mechones.

## Requisitos de crecimiento
La mayoría de las especies de Aquaspirillum son aeróbicas, pero algunas existen en áreas con actividad microaerófila, realizando ciertas cantidades de fijación de nitrógeno. Las especies aeróbicas respiran usando oxígeno como aceptor terminal de electrones, pero algunas especies, incluidas las microaerófilas, también pueden crecer anaeróbicamente usando nitrato. La mayoría de las especies experimentan un crecimiento óptimo en un medio que es de 30 a 32 °C.